# Argumentum ad ignorantiam
Das argumentum ad ignorantiam (lateinisch für „Argument, das an das Nichtwissen appelliert“), auch Scheinargument der Beweislastumkehr, ist ein logischer Fehlschluss, bei dem eine These für falsch erklärt wird, allein weil sie bisher nicht bewiesen werden konnte, oder umgekehrt, eine These für richtig erklärt wird, allein weil sie bisher nicht widerlegt werden konnte. Der Fehlschluss wird ohne Sachargumente gezogen. Der so Argumentierende sieht seine mangelnde Vorstellungskraft oder seine Ignoranz als hinreichend für die Widerlegung bzw. Bestätigung einer These an.
Eine Abwandlung davon ist das „Argument aus persönlichem Unglauben“: Der Umstand, dass eine These subjektiv als unglaublich oder unwahrscheinlich erscheint, wird als hinreichende Bedingung für die Zurückweisung einer These angesehen, an deren Stelle eine andere, subjektiv bevorzugte als zutreffend gesetzt wird.
Das grundlegende Schema ist dabei: das Fehlen von Evidenz für eine Behauptung wird als Beweis dafür betrachtet, dass stattdessen eine andere Behauptung wahr ist, oder es wird alternativ dazu eine persönliche Voreingenommenheit als Beweis oder Widerlegung angenommen. Dies ist keine gültige Schlussweise im Sinne der formalen Logik.
Das Argument aus Unwissenheit bzw. das Argument aus persönlichem Unglauben darf nicht mit der Reductio ad absurdum verwechselt werden, welche eine gültige Methode ist, bei der ein logischer Widerspruch dazu benutzt wird, um eine These zu widerlegen.

## Beispiele
Ein Beispiel für den Beleg einer These durch die fehlende Widerlegung ist Kent Hovinds Wette gegen die Evolutionstheorie, bei der er demjenigen 250.000 Dollar verspricht, der beweisen könne, dass Gott nicht an der Entstehung des Lebens beteiligt war. Aussagen dieser Art zu widerlegen ist allerdings prinzipiell unmöglich.
Um diese Wette zu parodieren, haben Anhänger der Religionsparodie Fliegendes Spaghettimonster eine ähnliche Wette veranstaltet, bei der sie eine Million Dollar für den empirischen Beweis ausloben, dass Jesus nicht der Sohn des Fliegenden Spaghettimonsters sei. Ähnlich wie bei Hovinds Wette ist es vollkommen unmöglich, den Gegenbeweis anzutreten und die Wette zu gewinnen.